# Świątkowo (przystanek kolejowy)
Świątkowo – nieczynny wąskotorowy kolejowy przystanek osobowy w Świątkowie, w województwie kujawsko-pomorskim.